# NGC 1253
NGC 1253 ist eine Balkenspiralgalaxie vom Hubble-Typ SBc im Sternbild Eridanus, die schätzungsweise 76 Millionen Lichtjahre von der Milchstraße entfernt ist. Gemeinsam mit der dicht benachbarten Galaxie NGC 1253A bildet sie das Galaxienpaar Arp 279. Halton Arp gliederte seinen Katalog ungewöhnlicher Galaxien nach rein morphologischen Kriterien in Gruppen. Dieses Galaxienpaar gehört zu der Klasse Wechselwirkende Doppelgalaxien.
Das Objekt wurde am 20. September 1784 von William Herschel entdeckt.

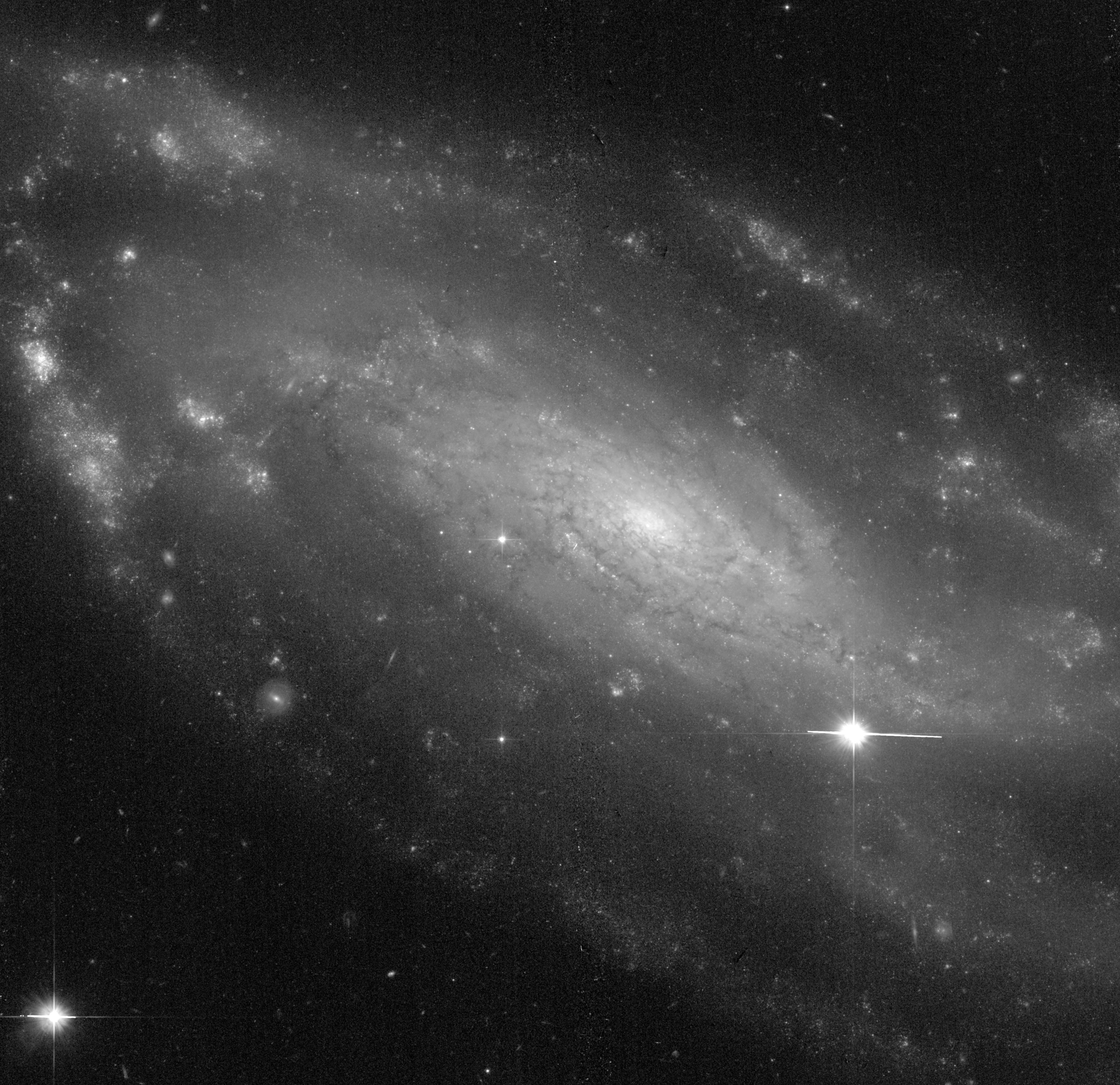
Aufnahme mithilfe des Hubble-Weltraumteleskops